# Seznam ulic v Jaroměřicích nad Rokytnou
Seznam ulic v Jaroměřicích nad Rokytnou uvádí přehled ulic a veřejných prostranství ve městě Jaroměřice nad Rokytnou v okrese Třebíč.

## Seznam
| Název            | Pojmenováno po                                                          | Souřadnice                      | Obrázek | Commons                                    | RÚIAN  | Mapy.cz        |
| ---------------- | ----------------------------------------------------------------------- | ------------------------------- | ------- | ------------------------------------------ | ------ | -------------- |
| 5. května        | 5. květen                                                               | 49°5′33″ s. š., 15°52′44″ v. d. |         | 5. května (Jaroměřice nad Rokytnou)        | 600202 | stre&id=134455 |
| B. Němcové       | Božena Němcová                                                          | 49°5′13″ s. š., 15°53′42″ v. d. |         | B. Němcové (Jaroměřice nad Rokytnou)       | 600211 | stre&id=134456 |
| Bohušická        | Bohušice                                                                | 49°5′31″ s. š., 15°52′46″ v. d. |         | Bohušická                                  | 600229 | stre&id=134457 |
| Březinova        | Otokar Březina                                                          | 49°5′49″ s. š., 15°53′25″ v. d. |         | Březinova (Jaroměřice nad Rokytnou)        | 600237 | stre&id=134458 |
| Chelčického      | Petr Chelčický                                                          | 49°5′51″ s. š., 15°53′32″ v. d. |         | Chelčického (Jaroměřice nad Rokytnou)      | 600342 | stre&id=134469 |
| Cigánkova        | Josef Cigánek                                                           | 49°5′50″ s. š., 15°53′8″ v. d.  |         | Cigánkova (Jaroměřice nad Rokytnou)        | 678279 | stre&id=141363 |
| Dobrovského      | Josef Dobrovský                                                         | 49°5′36″ s. š., 15°53′35″ v. d. |         | Dobrovského (Jaroměřice nad Rokytnou)      | 600261 | stre&id=134461 |
| Domky            |                                                                         | 49°5′56″ s. š., 15°51′53″ v. d. |         | Domky (Jaroměřice nad Rokytnou)            | 600687 | stre&id=134503 |
| Družstevní       | družstvo                                                                | 49°5′48″ s. š., 15°53′7″ v. d.  |         | Družstevní (Jaroměřice nad Rokytnou)       | 600270 | stre&id=134462 |
| Dukelská         | Dukelský průsmyk                                                        | 49°5′45″ s. š., 15°53′1″ v. d.  |         | Dukelská (Jaroměřice nad Rokytnou)         | 600288 | stre&id=134463 |
| F. V. Míči       | František Antonín Míča                                                  | 49°5′31″ s. š., 15°53′35″ v. d. |         | F. V. Míči                                 | 600296 | stre&id=134464 |
| Floriánská       | socha svatého Floriána v Čelakovského ulici v Jaroměřicích nad Rokytnou | 49°5′27″ s. š., 15°53′38″ v. d. |         | Floriánská (Jaroměřice nad Rokytnou)       | 600300 | stre&id=134465 |
| Havlíčkova       | Karel Havlíček Borovský                                                 | 49°5′47″ s. š., 15°53′33″ v. d. |         | Havlíčkova (Jaroměřice nad Rokytnou)       | 600318 | stre&id=134466 |
| Helfertova       | Vladimír Helfert                                                        | 49°5′39″ s. š., 15°53′28″ v. d. |         | Helfertova (Jaroměřice nad Rokytnou)       | 600326 | stre&id=134467 |
| Husova           | Jan Hus                                                                 | 49°5′43″ s. š., 15°53′17″ v. d. |         | Husova (Jaroměřice nad Rokytnou)           | 600334 | stre&id=134468 |
| J. Krčála        | Jaroslav Krčál                                                          | 49°5′42″ s. š., 15°53′51″ v. d. |         | J. Krčála                                  | 751669 | stre&id=149490 |
| Jiráskova        | Alois Jirásek                                                           | 49°5′41″ s. š., 15°53′4″ v. d.  |         | Jiráskova (Jaroměřice nad Rokytnou)        | 600351 | stre&id=134470 |
| K Modřínům       | modřín                                                                  | 49°5′37″ s. š., 15°54′ v. d.    |         | K Modřínům                                 | 600369 | stre&id=134471 |
| K Ráji           |                                                                         | 49°5′39″ s. š., 15°53′49″ v. d. |         | K Ráji (Jaroměřice nad Rokytnou)           | 600377 | stre&id=134472 |
| Kapinusova       | Josef Kapinus                                                           | 49°5′47″ s. š., 15°53′18″ v. d. |         | Kapinusova                                 | 600385 | stre&id=134473 |
| Kaunicova        |                                                                         | 49°5′34″ s. š., 15°53′1″ v. d.  |         | Kaunicova (Jaroměřice nad Rokytnou)        | 600393 | stre&id=134474 |
| Ke Spravedlnosti |                                                                         | 49°5′18″ s. š., 15°53′42″ v. d. |         | Ke Spravedlnosti (Jaroměřice nad Rokytnou) | 600407 | stre&id=134475 |
| Klášterní        | Klášter servitů                                                         | 49°5′27″ s. š., 15°53′35″ v. d. |         | Klášterní (Jaroměřice nad Rokytnou)        | 600415 | stre&id=134476 |
| Komenského       | Jan Amos Komenský                                                       | 49°5′41″ s. š., 15°53′26″ v. d. |         | Komenského (Jaroměřice nad Rokytnou)       | 600423 | stre&id=134477 |
| Krátká           | délka                                                                   | 49°5′29″ s. š., 15°53′41″ v. d. |         | Krátká (Jaroměřice nad Rokytnou)           | 600431 | stre&id=134478 |
| Křižní           |                                                                         | 49°5′25″ s. š., 15°53′40″ v. d. |         | Křižní (Jaroměřice nad Rokytnou)           | 600440 | stre&id=134479 |
| Legionářská      | československý legionář                                                 | 49°5′43″ s. š., 15°53′7″ v. d.  |         | Legionářská (Jaroměřice nad Rokytnou)      | 600466 | stre&id=134481 |
| Luční            | louka                                                                   | 49°5′35″ s. š., 15°54′2″ v. d.  |         | Luční (Jaroměřice nad Rokytnou)            | 600474 | stre&id=134482 |
| Lázeňská         | lázeňské město                                                          | 49°5′27″ s. š., 15°53′44″ v. d. |         | Lázeňská (Jaroměřice nad Rokytnou)         | 600458 | stre&id=134480 |
| M. Horákové      | Milada Horáková                                                         | 49°5′45″ s. š., 15°52′59″ v. d. |         | M. Horákové (Jaroměřice nad Rokytnou)      | 600482 | stre&id=134483 |
| Nová             | čas                                                                     | 49°5′24″ s. š., 15°53′29″ v. d. |         | Nová (Jaroměřice nad Rokytnou)             | 600512 | stre&id=134486 |
| Nábřežní         |                                                                         | 49°5′42″ s. š., 15°53′44″ v. d. |         | Nábřežní (Jaroměřice nad Rokytnou)         | 600491 | stre&id=134484 |
| Nádražní         | Jaroměřice nad Rokytnou                                                 | 49°5′42″ s. š., 15°52′13″ v. d. |         | Nádražní (Jaroměřice nad Rokytnou)         | 600695 | stre&id=134504 |
| Ohrazenická      | Ohrazenice                                                              | 49°5′13″ s. š., 15°53′38″ v. d. |         | Ohrazenická (Jaroměřice nad Rokytnou)      | 600521 | stre&id=134487 |
| Palackého tř.    | František Palacký                                                       | 49°5′40″ s. š., 15°53′30″ v. d. |         | Palackého tř. (Jaroměřice nad Rokytnou)    | 600539 | stre&id=134488 |
| Panská           |                                                                         | 49°5′44″ s. š., 15°53′32″ v. d. |         | Panská (Jaroměřice nad Rokytnou)           | 600547 | stre&id=134489 |
| Poděbradova      | Jiří z Poděbrad                                                         | 49°5′30″ s. š., 15°53′33″ v. d. |         | Poděbradova (Jaroměřice nad Rokytnou)      | 600555 | stre&id=134490 |
| Polní            | pole                                                                    | 49°5′48″ s. š., 15°53′11″ v. d. |         | Polní (Jaroměřice nad Rokytnou)            | 600563 | stre&id=134491 |
| Popovická        | Popovice                                                                | 49°5′50″ s. š., 15°51′44″ v. d. |         | Popovická (Jaroměřice nad Rokytnou)        | 600709 | stre&id=134505 |
| Revoluční        |                                                                         | 49°5′35″ s. š., 15°54′0″ v. d.  |         | Revoluční (Jaroměřice nad Rokytnou)        | 600571 | stre&id=134492 |
| Smetanova        | Bedřich Smetana                                                         | 49°5′45″ s. š., 15°53′32″ v. d. |         | Smetanova (Jaroměřice nad Rokytnou)        | 600580 | stre&id=134493 |
| Sokolovská       |                                                                         | 49°5′38″ s. š., 15°52′39″ v. d. |         | Sokolovská (Jaroměřice nad Rokytnou)       | 600598 | stre&id=134494 |
| Stromořadní      |                                                                         | 49°5′23″ s. š., 15°53′27″ v. d. |         | Stromořadní (Jaroměřice nad Rokytnou)      | 600601 | stre&id=134495 |
| Tyršova          | Miroslav Tyrš                                                           | 49°5′39″ s. š., 15°53′21″ v. d. |         | Tyršova (Jaroměřice nad Rokytnou)          | 600628 | stre&id=134497 |
| Veleslavínova    |                                                                         | 49°5′35″ s. š., 15°53′54″ v. d. |         | Veleslavínova (Jaroměřice nad Rokytnou)    | 600636 | stre&id=134498 |
| Vrchlického      | Jaroslav Vrchlický                                                      | 49°5′36″ s. š., 15°53′57″ v. d. |         | Vrchlického (Jaroměřice nad Rokytnou)      | 600644 | stre&id=134499 |
| Zahradní         | zahrada                                                                 | 49°5′18″ s. š., 15°53′47″ v. d. |         | Zahradní (Jaroměřice nad Rokytnou)         | 600652 | stre&id=134500 |
| nám. Míru        | mír                                                                     | 49°5′40″ s. š., 15°53′33″ v. d. |         | Náměstí Míru (Jaroměřice nad Rokytnou)     | 600504 | stre&id=134485 |
| Čapkova          | Karel Čapek                                                             | 49°5′43″ s. š., 15°52′52″ v. d. |         | Čapkova (Jaroměřice nad Rokytnou)          | 600245 | stre&id=134459 |
| Čelakovského     | František Ladislav Čelakovský                                           | 49°5′24″ s. š., 15°53′46″ v. d. |         | Čelakovského (Jaroměřice nad Rokytnou)     | 600253 | stre&id=134460 |
| Štefanikova      | Milan Rastislav Štefánik                                                | 49°5′34″ s. š., 15°52′41″ v. d. |         | Štefánikova (Jaroměřice nad Rokytnou)      | 600610 | stre&id=134496 |
| Žerotínova       | Žerotínové                                                              | 49°5′44″ s. š., 15°53′36″ v. d. |         | Žerotínova (Jaroměřice nad Rokytnou)       | 600661 | stre&id=134501 |
| Žižkova          | Jan Žižka                                                               | 49°5′42″ s. š., 15°53′56″ v. d. |         | Žižkova (Jaroměřice nad Rokytnou)          | 600679 | stre&id=134502 |